# Aniger de Francisco de Maria Melillo
Aniger de Francisco de Maria (* 7. Juni 1911 in Campinas, Brasilien; † 17. April 1985) war ein brasilianischer Geistlicher und römisch-katholischer Bischof von Piracicaba.

## Leben
Aniger de Francisco de Maria empfing am 31. Dezember 1933 das Sakrament der Priesterweihe.
Am 29. Mai 1960 ernannte ihn Papst Johannes XXIII. zum Bischof von Piracicaba. Der Bischof von São Carlos, Ruy Serra, spendete ihm am 29. Juni desselben Jahres die Bischofsweihe. Mitkonsekratoren waren der Bischof von Barra do Piraí, Agnelo Rossi, und Vicente Ângelo José Marchetti Zioni, Weihbischof in São Paulo.
Er nahm an allen vier Sitzungsperioden des Zweiten Vatikanischen Konzils als Konzilsvater teil.
Papst Johannes Paul II. nahm am 11. Januar 1984 seinen krankheitsbedingten Rücktritt an.